# Сасаки, Сатору
Сатору Сасаки (яп. 佐々木悟; род. 16 октября 1985, Дайсен, Акита) — японский легкоатлет, специалист по бегу на длинные дистанции и марафону. Выступал за сборную Японии по лёгкой атлетике в 2000-х — 2010-х годах, участник ряда крупных международных соревнований, в том числе летних Олимпийских игр в Рио-де-Жанейро.

## Биография
Сатору Сасаки родился 16 октября 1985 года в городе Дайсен префектуры Акита, Япония.
Учился в местной школе, позже поступил в Университет Дайто Бунка. На соревнованиях представлял компанию Asahi Kasei.
Активно выступал в шоссейном беге начиная с 2004 года, стартовал на дистанциях 10 и 20 км, а также в полумарафоне.
В 2009 году пробежал Марафон озера Бива, показав на финише седьмой результат (2:14:00).
В 2010 году закрыл десятку сильнейших на Марафоне Беппу — Оита (2:19:23).
В 2011 году занял 14 место на Марафоне озера Бива (2:12:42).
В 2013 году занял 16 место на Токийском марафоне (2:11:28), финишировал девятым на Фукуокском марафоне (2:13:12).
В 2014 году стал вторым на Марафоне озера Бива (2:09:47) и семнадцатым на Чикагском марафоне (2:15:25).
Наивысшего успеха на шоссе добился в 2015 году, когда стал третьим на Фукуокском марафоне, уступив на финише только кенийцу Патрику Макау и эфиопцу Гету Фелеке. При этом установил личный рекорд в данной дисциплине, показав время 2:08:56 — улучшил своё предыдущее достижение на 51 секунду. 
Выполнив олимпийский квалификационный норматив 2:19:00, удостоился права защищать честь страны на летних Олимпийских играх 2016 года в Рио-де-Жанейро — в программе мужского марафона показал время 2:13:57, расположившись в итоговом протоколе соревнований на 16 позиции.
В 2017 году стал четвёртым на Марафоне озера Бива (2:10:10) и двенадцатым на Фукуокском марафоне (2:12:40).